# Vesela (Bugojno, BiH)
Vesela je naseljeno mjesto u općini Bugojno, Federacija Bosne i Hercegovine, BiH.

## Povijest
U Veseloj se na lokalitetu Kućetine (Seona) nalazi 18 srednjovjekovnih stećaka.
Ima pokazatelja da je u 15. stoljeću u Veseloj Straži postojao franjevački samostan. Kod konzerviranih ostataka srednjovjekovne crkve gradit će se od svibnja 2018. nova crkva.
Selo je stradalo u bošnjačko-hrvatskom sukobu. Nakon bitke za Bugojno, kuće i gospodarske zgrade Hrvata su spaljene ili minirane. Katoličko groblje je uništeno 20. siječnja 1994. godine.
Srpnja 1993. ubile su postrojbe Armije BiH u Veseloj osmoricu Hrvata. To su: Jure (Ilija) Dusper (r. 1936.), Blaž (Blaž) Ivić (r. 1939.), Dominko (Frano) Lučić (r. 1923.), Franjo (Juro) Lebo (r. 1931.), Josip (Anto) Markić (r. 1933.), Marijan (Ivan) Nosić (r. 1943.), Ilija (Stipo) Brečić (r. 1934.) i Tadija (Pero) Vujević (r. 1953.).
Ljeta 1992. selo je poprištem okrutnog zločina nad starcima. Susjedi muslimani zaklali su srpski bračni par Milana i Grozdu Krstić, dobi oko 62 godine.

## Stanovništvo

### Popisi 1971. – 1991.
| Vesela             |                |                |              |
| godina popisa      | 1991.          | 1981.          | 1971.        |
| Muslimani          | 1.197 (75,42%) | 1.071 (73,70%) | 912 (66,03%) |
| Hrvati             | 263 (16,57%)   | 268 (18,44%)   | 363 (26,28%) |
| Srbi               | 100 (6,30%)    | 91 (6,26%)     | 92 (6,66%)   |
| Jugoslaveni        | 12 (0,75%)     | 20 (1,37%)     | 7 (0,50%)    |
| ostali i nepoznato | 15 (0,94%)     | 3 (0,20%)      | 7 (0,50%)    |
| ukupno             | 1.587          | 1.453          | 1.381        |

### Popis 2013.
| Vesela             |                |
| godina popisa      | 2013.          |
| Bošnjaci           | 1.153 (91,22%) |
| Hrvati             | 74 (5,85%)     |
| Srbi               | 0              |
| ostali i nepoznato | 37 (2,93%)     |
| ukupno             | 1.264          |